# Nuoto ai campionati mondiali di nuoto 2022 - 1500 metri stile libero femminili
La gara di nuoto dei 1500 metri stile libero femminili dei campionati mondiali di nuoto 2022 è stata disputata il 19 e 20 giugno 2022 presso la Duna Aréna di Budapest. Vi hanno preso parte 26 atlete provenienti da 20 nazioni.
La competizione è stata vinta dalla nuotatrice statunitense Katie Ledecky, mentre l'argento e il bronzo sono andati rispettivamente all'altra statunitense Katie Grimes e all'australiana Lani Pallister.

## Podio
| Posizione | Atleta         | Nazionalità |
| --------- | -------------- | ----------- |
| Oro       | Katie Ledecky  | Stati Uniti |
| Argento   | Katie Grimes   | Stati Uniti |
| Bronzo    | Lani Pallister | Australia   |

## Programma
| Data           | Ora (UTC+2) | Turno    |
| -------------- | ----------- | -------- |
| 19 giugno 2022 | 10:17       | Batterie |
| 20 giugno 2022 | 18:11       | Finale   |

## Record
Prima della competizione il record del mondo e il record dei campionati erano i seguenti:
| Record mondiale       | 15'20"48 | Katie Ledecky Stati Uniti | 16 maggio 2018 Indianapolis, Stati Uniti |
| Record dei campionati | 15'25"48 | Katie Ledecky Stati Uniti | 4 agosto 2015 Kazan', Russia             |

Nel corso della competizione non sono stati migliorati.

## Risultati

### Batterie
| Pos. | Batteria | Corsia | Atleta                       | Nazionalità   | Tempo    | Note |
| ---- | -------- | ------ | ---------------------------- | ------------- | -------- | ---- |
| 1    | 3        | 4      | Katie Ledecky                | Stati Uniti   | 15'47"02 | Q    |
| 2    | 2        | 4      | Simona Quadarella            | Italia        | 15'56"19 | Q    |
| 3    | 3        | 5      | Katie Grimes                 | Stati Uniti   | 15'57"05 | Q    |
| 4    | 2        | 5      | Lani Pallister               | Australia     | 15'57"61 | Q    |
| 5    | 2        | 3      | Moesha Johnson               | Australia     | 15'57"77 | Q    |
| 6    | 2        | 8      | Beatriz Dizotti              | Brasile       | 16'08"35 | Q    |
| 7    | 3        | 7      | Viviane Jungblut             | Brasile       | 16'09"27 | Q    |
| 8    | 2        | 6      | Kristel Köbrich              | Cile          | 16'13"52 | Q    |
| 9    | 3        | 3      | Li Bingjie                   | Cina          | 16'13"92 |      |
| 10   | 3        | 2      | Miyu Namba                   | Giappone      | 16'20"45 |      |
| 11   | 2        | 0      | Diana Durães                 | Portogallo    | 16'25"23 |      |
| 12   | 3        | 6      | Viktória Mihályvári-Farkas   | Ungheria      | 16'26"41 |      |
| 13   | 3        | 9      | Caitlin Deans                | Nuova Zelanda | 16'30"47 |      |
| 14   | 1        | 4      | Gan Ching Hwee               | Singapore     | 16'32"43 |      |
| 15   | 3        | 8      | Ángela Martínez              | Spagna        | 16'38"39 |      |
| 16   | 2        | 2      | Zhang Ke                     | Cina          | 16'42"92 |      |
| 17   | 2        | 1      | Abby Dunford                 | Canada        | 16'46"01 |      |
| 18   | 2        | 9      | Han Da-kyung                 | Corea del Sud | 16'47"45 |      |
| 19   | 3        | 0      | Katrina Bellio               | Canada        | 16'54"55 |      |
| 20   | 2        | 7      | Paula Otero                  | Spagna        | 16'57"76 |      |
| 21   | 1        | 5      | Stephanie Houtman            | Sudafrica     | 17'08"12 |      |
| 22   | 1        | 3      | Võ Thị Mỹ Thiện              | Vietnam       | 17'14"54 |      |
| 23   | 1        | 7      | Nip Tsz Yin                  | Hong Kong     | 17'15"64 |      |
| 24   | 1        | 6      | Yarinda Sunthornrangsri      | Thailandia    | 17'26"95 |      |
| 25   | 1        | 2      | Goh Chia Tong                | Malaysia      | 17'33"03 |      |
| 26   | 1        | 1      | Vár Erlingsdóttir Eidesgaard | Fær Øer       | 17'36"49 |      |
| -    | 3        | 1      | Marlene Kahler               | Austria       | -        | dns  |

### Finale
| Pos.    | Corsia | Atleta            | Nazionalità | Tempo    | Note |
| ------- | ------ | ----------------- | ----------- | -------- | ---- |
| Oro     | 4      | Katie Ledecky     | Stati Uniti | 15'30"15 |      |
| Argento | 3      | Katie Grimes      | Stati Uniti | 15'44"89 |      |
| Bronzo  | 6      | Lani Pallister    | Australia   | 15'48"96 |      |
| 4       | 2      | Moesha Johnson    | Australia   | 15'55"75 |      |
| 5       | 5      | Simona Quadarella | Italia      | 16'03"84 |      |
| 6       | 7      | Beatriz Dizotti   | Brasile     | 16'05"25 |      |
| 7       | 1      | Viviane Jungblut  | Brasile     | 16'13"89 |      |
| 8       | 8      | Kristel Köbrich   | Cile        | 16'20"24 |      |